# Funzione di acidità
Una funzione di acidità è una qualsiasi funzione che permette di misurare l'acidità di un sistema solvente, solitamente espressa in termini della sua capacità di donare protoni ad un soluto o di accettare protoni da questo (acido di Brønsted). 

La scala pH è la più comune funzione di acidità utilizzata, ideale per le soluzioni diluite in acqua; altre funzioni di acidità invece sono state proposte per ambienti differenti: la più importante è la funzione di acidità di Hammett, H0, per gli acidi forti e la sua versione modificata H− per le basi forti. Il termine funzione di acidità quindi è utilizzato anche al posto del meno comune funzione di alcalinità (o basicità).